# 창기초등학교
창기초등학교는 대한민국 충청남도 태안군에 있는 공립 초등학교이다.

## 학교 연혁
- 1946년 7월 25일: 안면초등학교 부설 창기분교장 인가
- 1946년 9월 20일: 개교
- 1949년 9월 1일: 4학급 인가
- 1953년 4월 1일: 황도초등학교 분리
- 2003년 3월 1일: 황도분교장 통합

## 참고 자료
- 창기초등학교 - 한국교육학술정보원 학교알리미